# Grewia urenifolia
Grewia urenifolia är en malvaväxtart som först beskrevs av Jean Baptiste Louis Pierre, och fick sitt nu gällande namn av François Gagnepain. Grewia urenifolia ingår i släktet Grewia och familjen malvaväxter. Inga underarter finns listade i Catalogue of Life.